# Viajero permanente
Viajero permanente es el segundo extended play del cantante colombiano Gusi.
El álbum se caracteriza por el estilo particular de Gusi, con una combinación tropical entre el urbano y el vallenato. Asimismo, el álbum marca la evolución de Gusi como artista, después de su éxito en sus sencillos: «Te quiero tanto», «Ganas» e «Indira».
De este álbum, se desprenden sencillos como: «Fuera de control». En este álbum, está incluida la participación de Yera.

## Lista de canciones
| N.º | Título                        | Duración |  |
| 1.  | «Fuera de control» (con Yera) | 3:55     |  |
| 2.  | «Vida mía»                    | 4:02     |  |
| 3.  | «Por qué razón»               | 3:48     |  |
| 4.  | «Yo la vi»                    | 3:42     |  |